# Гидросульфат калия
Гидросульфа́т ка́лия — кислая соль щелочного металла калия и серной кислоты с химической формулой KHSO4. Белый порошок.

## Получение
- Действием серной кислоты на гидроксид калия:

{\displaystyle {\mathsf {KOH+H_{2}SO_{4}\ {\xrightarrow {\ }}\ KHSO_{4}+H_{2}O}}}
- или закисление сульфата калия:

{\displaystyle {\mathsf {K_{2}SO_{4}+H_{2}SO_{4}\ {\xrightarrow {\ }}\ 2\ KHSO_{4}}}}
- Кипячение с концентрированной серной кислотой безводного хлорида калия:

{\displaystyle {\mathsf {KCl+H_{2}SO_{4}\ \xrightarrow {\ } \ KHSO_{4}+HCl\uparrow }}}
Реакция нитрата калия с серной кислотой 
KNO3 + H2SO4 = KHSO4 + HNO3

## Физические свойства
Гидросульфат калия — бесцветные кристаллы ромбической сингонии, пространственная группа P bca, параметры ячейки a = 0,840 нм, b = 0,979 нм, c = 1,893 нм, Z = 16.
Хорошо растворяется в воде, не растворяется в ацетоне и этаноле. Кристаллогидратов не образует.

## Химические свойства
- Водные растворы гидросульфата калия имеют кислую реакцию из-за диссоциации аниона:

{\displaystyle {\mathsf {HSO_{4}^{-}\ \rightleftarrows \ SO_{4}^{2-}+H^{+}}}}
- При нагревании гидросульфат калия разлагается:

{\displaystyle {\mathsf {2\ KHSO_{4}\ {\xrightarrow {240^{o}C}}\ K_{2}SO_{4}+H_{2}SO_{4}}}}
{\displaystyle {\mathsf {2\ KHSO_{4}\ \xrightarrow {320-340^{o}C} \ K_{2}S_{2}O_{7}+H_{2}O}}}
- Реакция с щелочами приводит к образованию средней соли:

{\displaystyle {\mathsf {KHSO_{4}+KOH\ {\xrightarrow {\ }}\ K_{2}SO_{4}+H_{2}O}}}
- Взаимодействует с некоторыми солями при сплавлении:

{\displaystyle {\mathsf {KHSO_{4}+KCl\ \xrightarrow {450-700^{o}C} \ K_{2}SO_{4}+HCl}}}
- Реакцией с  гидроксидом циркония и получают сульфат циркония(IV)-тетракалия:

{\displaystyle {\mathsf {Zr(OH)_{4}+4KHSO_{4}\ {\xrightarrow {}}\ K_{4}Zr(SO_{4})_{4}+2H_{2}O}}}
- Образует пероксидное соединение с концентрированным раствором пероксида водорода:

{\displaystyle {\mathsf {KHSO_{4}+H_{2}O_{2}\ \xrightarrow {0^{o}C} \ KHSO_{3}(O_{2})+H_{2}O}}}
- При сплавлении переводит многие соединения в растворимую форму, например:

{\displaystyle {\mathsf {2\ KHSO_{4}+TiO_{2}\ {\xrightarrow {300^{o}C}}\ TiOSO_{4}+K_{2}SO_{4}+H_{2}O}}}

## Применение
- Как компонент флюса в металлургии.
- Сульфирующий агент в производстве красителей.
- В аналитической химии для перевода некоторых соединений в легкорастворимые формы.